# واج‌آرایی
واج‌آرایی، نغمه حروف یا آلیتراسیون (به انگلیسی: Alliteration) در ادبیات به تکرار حرف یا صدایی چه صامت و مصوت در یک بیت گفته می‌شود.

## مقدمه
صداهای زبان از دو نقطه نظر مورد مطالعه قرار می‌گیرند، اگر از جهت چگونگی تولید و مشخصات فیزیکی مورد بررسی قرار گیرند آنها را «آوا» می‌نامند، اما اگر آواها از نظر تعداد آنها در یک زبان خاص و چگونگی ایجاد تفاوت معنایی مورد مطالعه قرار گیرند، «واج» نامیده می‌شوند. واج در واقع جنبه ذهنی و انتزاعی آوا است؛ مثلاً، زبان فارسی به‌طور ثابت ۲۹ واج دارد، شامل ۲۳ صامت و ۶ مصوت و تفاوت آن با حروف الفبا این است که واج جنبه تلفظی و حروف جنبه نوشتاری دارند، بدین‌ترتیب حروفی که تلفظ یکسان دارند یک واج محسوب می‌شوند یا مصوت‌های کوتاه که نشانهای در حروف الفبا ندارند، حرف به‌شمار نمی‌آیند درحالی که هر کدام یک واج به حساب می‌آیند.

## واج‌آرایی
واج‌آرایی تکرار یک یا چند واج صامت یا مصوّت در شعر یا در نثر است، که در کلمه‌های یک مصراع یا بیت به گونه ای که آفرینندهٔ موسیقی درونی باشد و بر تأثیر شعر بیفزاید. موسیقی برخاسته از واج آرایی صامت‌ها عموماً محسوس‌تر از موسیقی است که از واج آرایی مصوّت‌ها ایجاد می‌شود. با این حال مصوّت‌ها نیز تأثیر خاصی در واج آرایی داشته‌اند؛ قدیم تکرار مصوّت «-ِ» را تتابع اضافات می‌نامیده‌اند چنین می‌پنداشتند که مانع روشنی و رسایی سخن است، در حالی که امروزه در ادبیات بر این باورند که این تکرار و همچنین تکرار مصوّت «اُ» موسیقی بیت را بیشتر کرده و بر تأثیر کلام می‌افزاید؛ مانند این بیت از سعدی:
| خواب نوشین بامداد رحیل |  | بازدارد پیاده را ز سَبیل |

همچنین مصراع نخست این رباعی خیّام که در آن «ف» تکرار شده و مصراع دوم که «س» تکرار شده‌است.
| افسوس که بیفایده فرسوده شدیم |  | وَز آسِ سپهرِ سرنگون سوده شدیم |

و این بیت از حافظ:
| شور شراب عشق تو آن نفَسم رَوَد ز سر |  | کاین سرِ پُرهوس شود خاکِ درِ سرای تو |

یکی از زیباترین نمونه‌های حس آمیزی را در این بیت حافظ می‌توان دید:
| از صدای سخن عشق ندیدم خوش‌تر |  | یادگاری که در این گنبد دوّار بماند |

در این بیت علاوه بر تکرار واج «س» در مصراع اوّل و واج «د» در مصراع دوم، نکتهٔ دیگری که به واج آرایی زیبایی دوچندانی بخشیده‌است، بردن ذهن خواننده با تکرار واج «د» به حال و هوای اماکن گنبدی شکل و پیچیده شدن و بازتاب صدای ضرب و آلات موسیقایی چون دف است.
همچنین در بیتی از نظامی می‌توان واج آرایی حرف س را که بسیار موسیقی کلام را دلنواز و شیرین می‌کند را دید:
| ای هست کن اساس هستی |  | کوته ز درت دراز دستی |

مثالی دیگر از واج آوایی:
«ما به مام میهن مهر می‌ورزیم.»
در اینجا تکرار حرف میم باعث موسیقی زیبایی در متن شده‌است.

## نغمهٔ حروف
وقتی واج‌آرایی بیانگر یا یادآور صدای خاصی در طبیعت باشد، به آن نغمهٔ حروف گفته می‌شود؛ مانند این شعر از فردوسی:
| بر او راست خم کرد و چپ کرد راست |  | خروش از خَم چرخِ چاچی بخاست |

در این شعرِ منوچهری واج «خ» و «ز» تکرار شده‌است. واج «خ» یادآور خرد شدن برگ پاییزیِ درختان در زیر پا است:
| خیزید و خز آرید که هنگام خزان است |  | باد خنک از جانب خوارزم وزان است |

در ادبیات پارسی نغمهٔ حروف اولین بار توسط پور سینا مورد توجه و بررسی قرار گرفته‌است.